# Klimadebat.dk
Klimadebat.dk er et dansk debatforum om klima og energi. Forummet er hjemsted for en række meget aktive klimadebattører, der har skrevet omkring 30.000 debatindlæg siden hjemmesidens grundlæggelse i januar 2007.
Debatterne på Klimadebat.dk, der har det med at blive meget polemiske, kredser dels om videnskabelige og om politiske spørgsmål. De videnskabelige diskussioner mellem såkaldte "skeptikere" og "alarmister" fylder meget, men også politiske/tekniske debatter omkring energi og bæredygtighed har givet anledning til lange debattråde i forummets historie. Generelt tegner klimaskeptikerne sig for omkring halvdelen af sidens debatindlæg.
Klimadebat.dk har omkring 40.000 månedlige sidevisninger. Under klimatopmødet i 2009 var Klimadebat.dk udsat for så heftig trafik, at siden flere gange blev lagt ned i længere perioder.
Klimadebat.dk redigeres af Jeppe Branner.

## Klummeskribenter/blogs
Fra oktober 2007 blev polarforsker Sebastian Mernild tilknyttet som månedlig klummeskribent på Klimadebat.dk. Klummerne giver ofte anledning til en heftig debat. Mernild havde fra februar 2009 til september 2011 selskab af Martin Lidegaard, der nåede at skrive 25 klummer til siden. Efter Lidegaards tiltræden som klima- og energiminister i efteråret 2011 har Rasmus Vincentz overtaget som klummeskribent med fokus på de mere politiske spørgsmål.
Under FNs klimakonference i december 2009 bloggede medlemmer af den danske ungdomsdelegation Generation K dagligt på Klimadebat.dk.